# Merlot

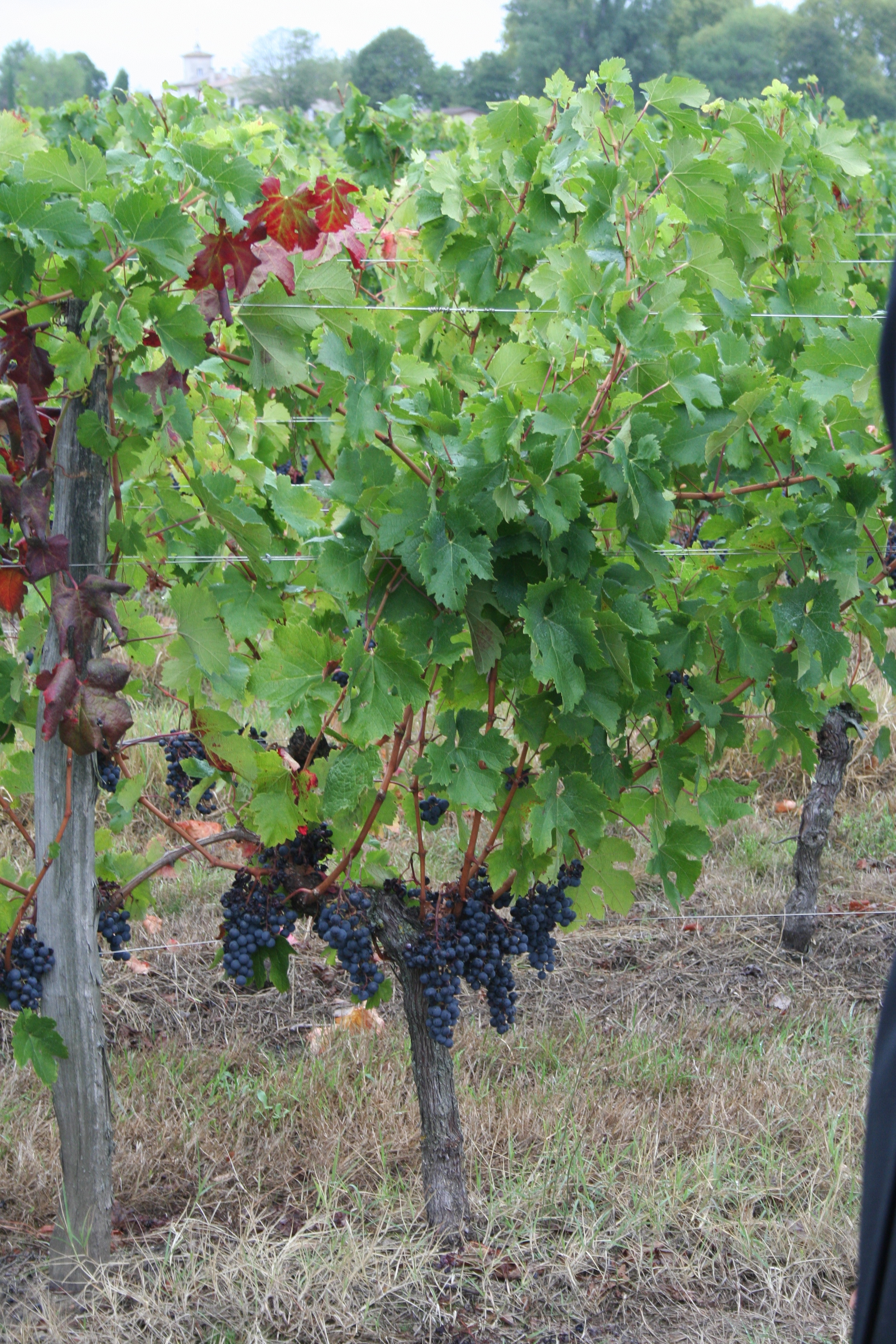
Keř odrůdy Merlot, Château Le Bon Pasteur, Pomerol, Bordeaux, Francie

Merlot (zkratka Me, název dle katalogu VIVC Merlot Noir, výslovnost [mer´lo]) je tradiční, velmi oblíbená, středně pozdní až pozdní moštová odrůda révy vinné (Vitis vinifera), určená k výrobě červených vín. Pochází patrně z francouzského regionu Bordeaux, kde vznikla spontánním křížením odrůd Magdeleine Noire des Charentes a Cabernet Franc.
Magdeleine Noire des Charentes je starobylá odrůda, poprvé popsaná roku 1847 P. Raguenaudem, o které se až do roku 1996 soudilo, že z vinic dávno vymizela. Při zakládání nové vinice v Bretani, v blízkosti kláštera Saint-Suliac, na pahorku Mont Garrot, upřeli ampelografové pozornost na keř, rostoucí na planině, kde se před více než 200 lety nacházela vinice. Keř byl považován za divoce rostoucí révu Vitis vinifera ssp. sylvestris. Analýza DNA však prokázala, že se jedná o doposud neznámou odrůdu původu Vitis vinifera. V letech 2004–2008 byly v regionu Charentés objeveny další 4 keře révy stejné odrůdy, která zde byla nazývána Madeleine (název je odvozen od svátku svaté Magdalény, 22. července, kdy se bobule v hroznech začínají barvit) a pro zamezení možné záměny s odrůdami stejného jména byla nazvána Magdeleine Noire des Charentes (tento název je používán od 6. června 2008). Je mimo jiné i rodičovskou odrůdou odr. Malbec a Abouriou.
Cabernet Franc je středně pozdní moštová odrůda, původní „kabernetová“ odrůda z regionu Bordeaux, která je úzce příbuzná s volně rostoucí révou lesní Vitis vinifera ssp. sylvestris a vznikla patrně její selekcí. Podílela se na vzniku takových odrůd, jako například Cabernet Sauvignon, Merlot či Carménère, ale i v současné době je pro svou kvalitu používána při šlechtění nových odrůd, v Česku například ještě odrůd Cabernet Moravia a Erilon. Kvalitní víno Cabernet Franc vyniká v mládí granátovou barvou, která při zrání tmavne. Je typické výraznou plností, vůní malin, někdy i fialek, a jasným zábleskem černého rybízu a ovocnosti. Vína z teplých zámořských regionů spojují malinový nádech s marmeládově širokou chutí.

## Popis

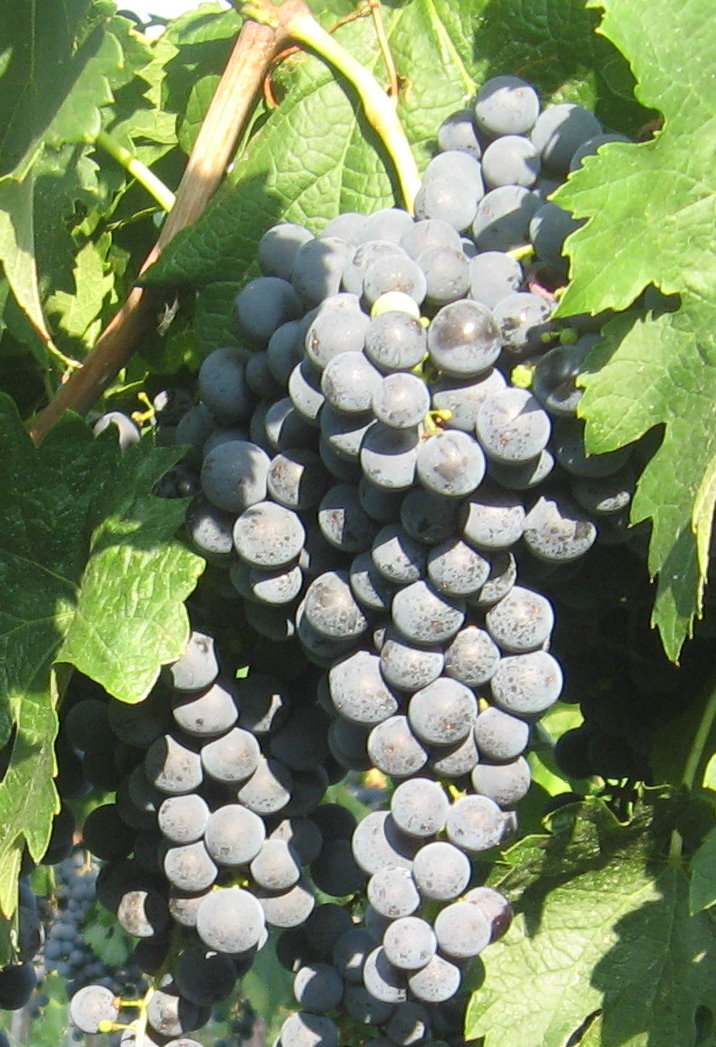
Hrozen odrůdy Merlot, Equinox, Olanesti, Moldavsko

Réva vinná (Vitis vinifera) odrůda Merlot je jednodomá dřevitá pnoucí liána, dorůstající v kultuře až několika metrů. Kmen tloušťky až několik centimetrů je pokryt světlou borkou, která se loupe v pruzích. Úponky révy jsou středně dlouhé až dlouhé, umožňují této rostlině pnout se po pevných předmětech. Růst je středně bujný až bujný s vodorovnými letorosty. Včelka je ochlupená, načervenalá. Vrcholky letorostů jsou otevřené, šedavě zelené, slabě pigmentované antokyaniny, červenavě lemované, středně silně bíle vlnatě ochmýřené. Internodia a nodia jsou zelená, někdy na osluněné straně slabě červenavě pruhovaná, pupeny jsou velmi slabě pigmentované antokyaniny. Mladé lístky jsou zelené s jemným bronzovým nádechem, takřka bez pigmentace antokyaniny, silně bíle vlnatě plstnaté, výrazně pětilaločnaté. Jednoleté réví je žlutohnědé až červenohnědé s tmavšími uzly, rýhované, eliptického průřezu, s velkými pupeny, poměrně tenké.

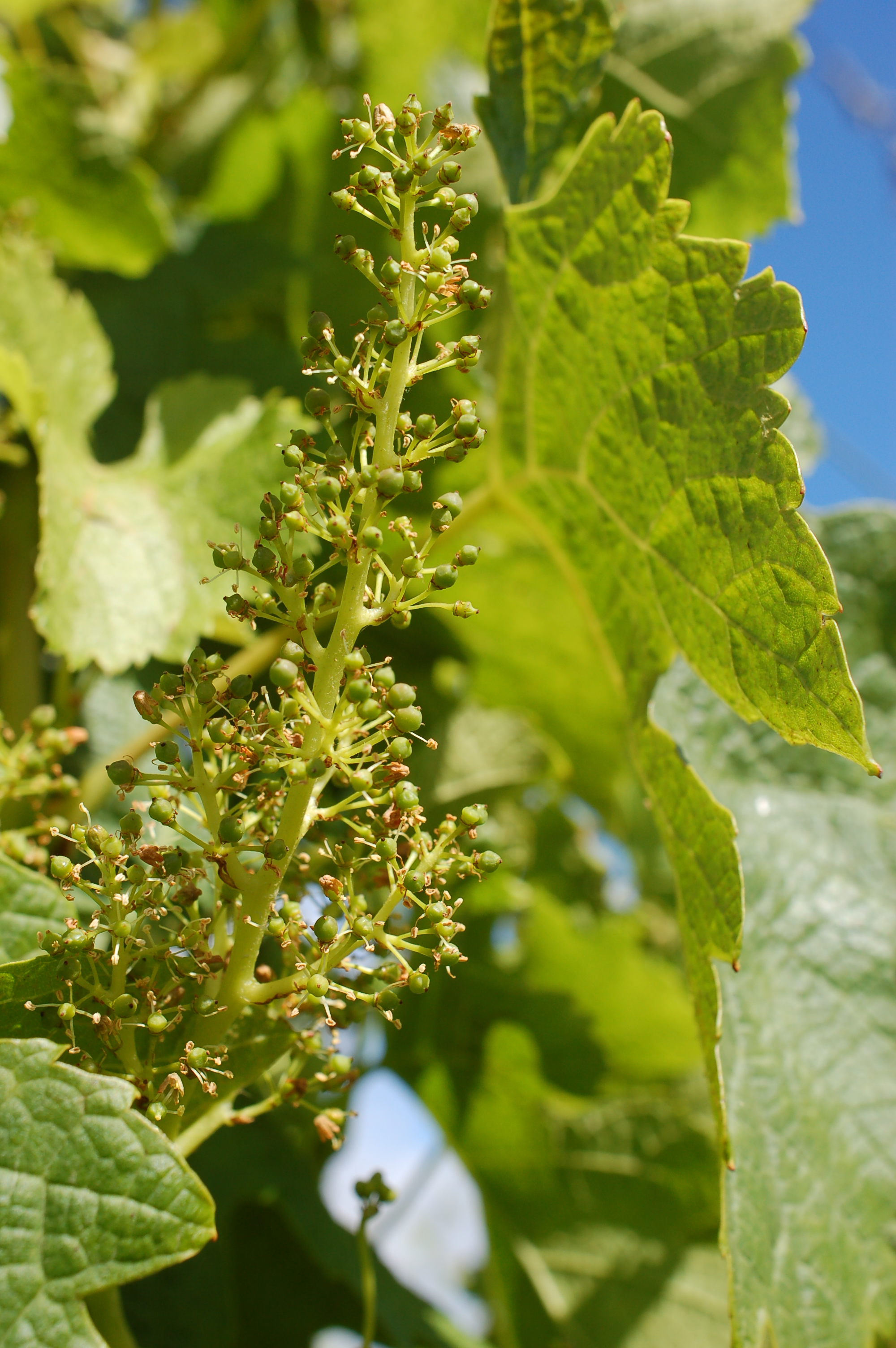
Květenství odrůdy Merlot, Tasmánie, Austrálie

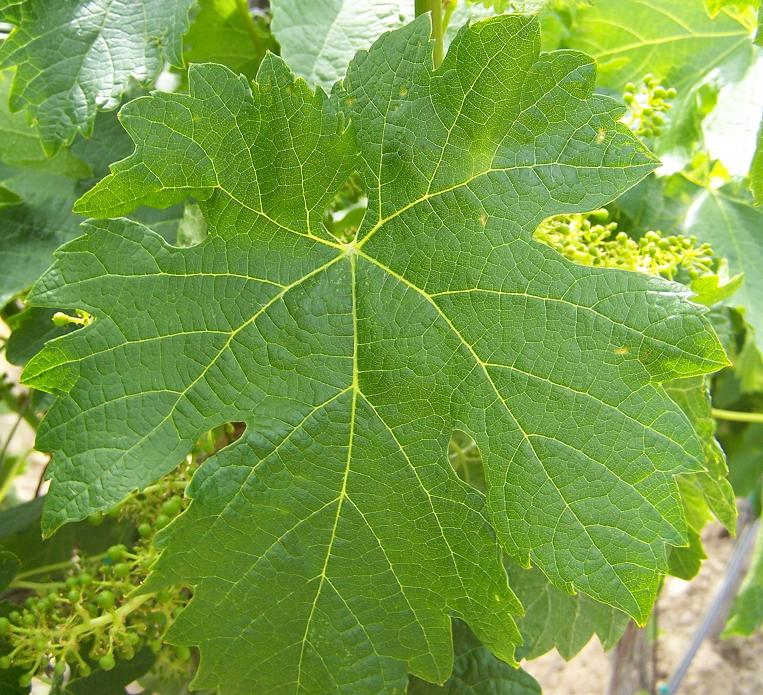
List odrůdy Merlot, Red Mountain AVA, USA

List je středně velký, tmavozelený, čepel je trychtýřovitě prohnutá, pětiúhelníková, pětilaločnatá se středně hlubokými horními bočními výkroji, které mají oblé dno, okraj listu je nepravidelně zoubkovaný. Vrchní strana čepele je silně puchýřnatá, zvlněná a svraskalá, spodní jemně chloupkatá až plstnatá, řapíkový výkroj je lyrovitý či ve tvaru lancety, většinou s ostrým dnem, otevřený, vzácněji uzavřený, řapík je středně dlouhý, stejně dlouhý, jako medián listu, zelený, žilnatina listu je bez pigmentace. Podzimní barva listů je žlutá s červenými skvrnami až tmavě červená.
Oboupohlavní pětičetné květy v hroznovitých květenstvích jsou žlutozelené, samosprašné. Plodem je malá až středně velká (13–14 × 12–13 mm, 1–1,4 g), kulatá bobule nestejné velikosti, tmavomodré až modročerné barvy, silně, celoplošně voskově ojíněná, s průměrně silnou, pevnou slupkou, dužnina je bez zbarvení, řídká, odrůdové chuti, má jemnou příchuť lilku, v dužině jsou 1–3, průměrně velká semena. Stopečky bobulí jsou krátké, obtížně oddělitelné. Hrozen je středně velký (12–17 × 7–12 cm, 110–150 g), rozvětvený, krátce válcovitě-kuželovitý, středně hustý až řídký, s křidélky a s krátkou až středně dlouhou, průměrně lignifikovanou stopkou.

## Původ
Merlot je moštová odrůda révy vinné (Vitis vinifera), poprvé písemně zmíněná již ve 14. století z oblasti Bordeaux. V té době byla nazývána Crabatut noir a platila spíše za doplňkovou odrůdu. Kompletní popis odrůdy pochází až z roku 1857, publikoval jej Victor Rendu v jeho díle „Ampélographie française“, nicméně již v roce 1784 měla svůj dnešní název a patřila k nejpěstovanějším odrůdám regionu. Z italského regionu Veneto je odrůda poprvé zmíněna roku 1855 pod názvem Bordò, ze švýcarského kantonu Tessin po roce 1905.
Přesný původ odrůdy nebyl dlouho znám, soudilo se, že je geneticky blízká odrůdě Cabernet Franc. Až analýza DNA roku 2009 prokázala, že se jedná o křížence odrůd Magdeleine Noire des Charentes a Cabernet Franc.

## Rozšíření
Tradiční oblastí pěstování odrůdy Merlot je samozřejmě Francie, kde byla roku 2008 vysazena ve 13 klonech na 117.354 hektarech vinic. Tvoří páteř vín regionu Bordeaux, hlavně oblasti St. Émilion a Pomerol, kde leží světoznámý zámek Château Petrus, jehož vinice na těžké jílovité půdě, s vrstvami podloží prosycenými železem, jsou osázeny téměř výhradně Merlotem. Tvoří součást červených cuvée vín AOC Vins de Bordeaux, Bergerac, Pécharmant, Côtes de Duras, Buzet, Côtes du Marmandais, Côtes du Brulhois, Malepère, Cahors, Pineau des Charentes a mnoha Vin de Pays jižní Francie. Odrůda se v posledních desetiletích rozšířila rychle nejen v jihofrancouzském regionu Languedoc, ale po celém světě a vína si získala značnou oblibu.
Vína Merlotu jsou výborným doplňkem do směsí s odrůdou Cabernet Sauvignon, protože jsou plná a svou měkkostí mírní agresivní třísloviny CS a urychlují jeho zrání. Dříve se na odrůdu pohlíželo jako na druhořadou, ale postupně vzrostl respekt k jejím vínům, když se rozšířila na velké plochy mimo Francii. Roku 2007 byla pěstována v Itálii na 32.000 hektarech, v Kalifornii na 19.600 ha, v Chile na 13.367 ha, v Bulharsku na 15.000 ha, v Austrálii na 10.791 ha, v Argentině na 7.310 ha, v Jihoafrické republice na 6.719 ha atd. Všude si získal oblibu tisíců milovníků svých hebkých a velmi dobře pitelných červených vín. Celkově byla odrůda roku 2010 pěstována na ploše cca 250.000 hektarů, roku 2005 byla šestou nejpěstovanější moštovou odrůdou na světě.
Do Státní odrůdové knihy České republiky byla odrůda zapsána roku 2001. Udržovateli odrůdy v ČR jsou Ampelos-Šlechtitelská stanice vinařská Znojmo, Mikros-vín Mikulov a Ing.Miloš Michlovský, CSc. V ČR byla pěstována roku 2001 na ploše 71,6 ha, nejvíce na Mikulovsku, Velkopavlovicku a Slovácku, roku 2010 tvořila 0,6 % plochy vinic, průměrné stáří vinic bylo v té době 7 let. Je zajímavé, že i když na Slovensku byl Merlot vysazen již na počátku 20. století (Beladice, okres Zlaté Moravce), dodnes není tato odrůda zapsána v Listině registrovaných odrůd SR.

## Název
Název odrůdy je odvozen od francouzského pojmenování ptáka kosa (merle), který s oblibou ozobává malé bobule z velkých hroznů odrůdy Merlot, neboť se zabarvují do modra dříve, než u ostatních, v regionu Bordeaux pěstovaných odrůd. Název může být odvozen též od černomodrého lesku plně vyzrálých hroznů.
Další, lokálně používaná synonyma odrůdy Merlot jsou : Мерло, Оджалеши лечхумский, Оджалеши, Бини, Бини руж, Пикард, Планет медок, Витраль, Видаль (vše Rusko), Alicante Noir, Bégney, Bidailhe, Bigney, B. Rouge, Bioney, Black Alicante, Bordeleza Belcha (Pays basque), Crabutet, C. Noir, C. Noir Merlau, Crebutet, Higney, H. Rouge, Kékmedoc (Maďarsko), Langon, Lecchumskij, Médoc Noir (Maďarsko), Medok Noar (Bulharsko), Merlau, Merlaut, M. Noir, Merle Petite, Merlo (Bulharsko), Merlô, Merlot Noir, M. Black, M. Blauer, M. Nero, Merlou, Odzalesi, Petit Merle, Picard, Plan Medre, Plant du Médoc, P. Médoc, Saint-Macaire, Sème de la Canau, S. Dou Flube, Semilhoun Rouge, Sémillon Rouge, Sud des Graves, Vini Ticinesi, Vitraille.

## Možné záměny
Ampelografickou charakteristikou se odrůda Merlot značně podobá odrůdě Carménère. V Chile byly zpočátku tyto dvě odrůdy často pěstovány ve společných výsadbách. Protože odrůda Carménère v době révokazové katastrofy koncem 19. století z francouzských vinic takřka vymizela, upadlo zde její jméno počátkem 20. století v zapomnění. V Chile začala být tato odrůda považována pouze za varietu odrůdy Merlot. Na zaměňování obou odrůd se přišlo až poté, co odborníci začali poukazovat na značný rozdíl mezi víny odrůdy Merlot, dováženými z Chile a těmi z ostatních vinařských zemí. Omyl byl napraven až výsledky genové analýzy, provedené ve Francii ampelografem Jean-Michel Boursiquotem roku 1994.

## Příbuzné odrůdy, mutace
Ve Francii se na menších plochách pěstuje odrůda Merlot Blanc, o které se dlouho soudilo, že není s odrůdou Merlot příbuzná. Analýza DNA, provedená roku 2009 však prokázala, že jde o křížence odrůd Folle Blanche × Merlot Noir.  Vzácněji se lze na vinicích setkat s odrůdami Merlot Gris a Merlot Rosa (též Merlot Rose, ta byla objevena kolem roku 1980 v Brazílii). Obě odrůdy jsou velmi pravděpodobně mutacemi odrůdy Merlot.

## Pěstování
Réví vyzrává z 90–95 %, plodnost dřeva je 53 %, průměrný počet hroznů na výhon je 0,6 a na plodonosný 1,2. Odrůda je průměrně odolná proti poškození mrazy (odolává do −19 až −22 °C). Podnože se používají podle půdního typu, upřednostňovány jsou podnože, omezující bujný růst, vyhovují T 5C, SO-4, Cr 2 a 125 AA. Odrůda nevyžaduje zvláštní způsob vedení, doporučuje se řez na jeden tažeň a redukce sklizně hroznů. Výnos hroznů je střední (cca 3,77 kg/keř, 8–12 t/ha při cukernatosti moštu 18–23 °NM a obsahu kyselin 7–10,5 g/l), v tříletém průměru ve zkouškách pro registraci odrůdy do Státní odrůdové knihy bylo dosaženo v tříletém průměru výnosu 10 t/ha o průměrné cukernatosti 22° NM (!). Odrůda se nesmí přetěžovat úrodou, aby se zajistila vysoká jakost vína. Ke konci zrání přibývá rychle obsah cukru a ubývají kyseliny. Pro svoje pozdní dozrávání vyžaduje v Česku k dosažení vysoké cukernatosti pěstování na nejteplejších stanovištích, v nejlepších vinařských tratích.

### Fenologie
Vegetační cyklus odrůdy trvá 152–164 dní při sumě aktivních teplot (SAT) 3000–3300 °C. Doba rašení oček i květu je poměrně raná, odrůda raší dva dny po Chasselas. Zrání je středně pozdní až pozdní, asi 17 dní po Chasselas. Období sklizně začíná ve druhé poloviny října (ale například v Oděse již na přelomu září a října).

### Choroby a škůdci
Odrůda je středně odolná proti napadení plísní révovou (Plasmopara viticola), je napadána padlím révovým (Uncinula necator), plísní šedou (Botrytis cinerea) však netrpí.

### Poloha a půdy
Odrůda vyžaduje ty nejlepší a nejteplejší polohy, vyhovují jí výhradně svahovité pozemky s maximálním využitím oslunění a tepla. Vhodné jsou záhřevné půdy s dobrým vodním hospodářstvím, snese však i sušší stanoviště.

## Víno

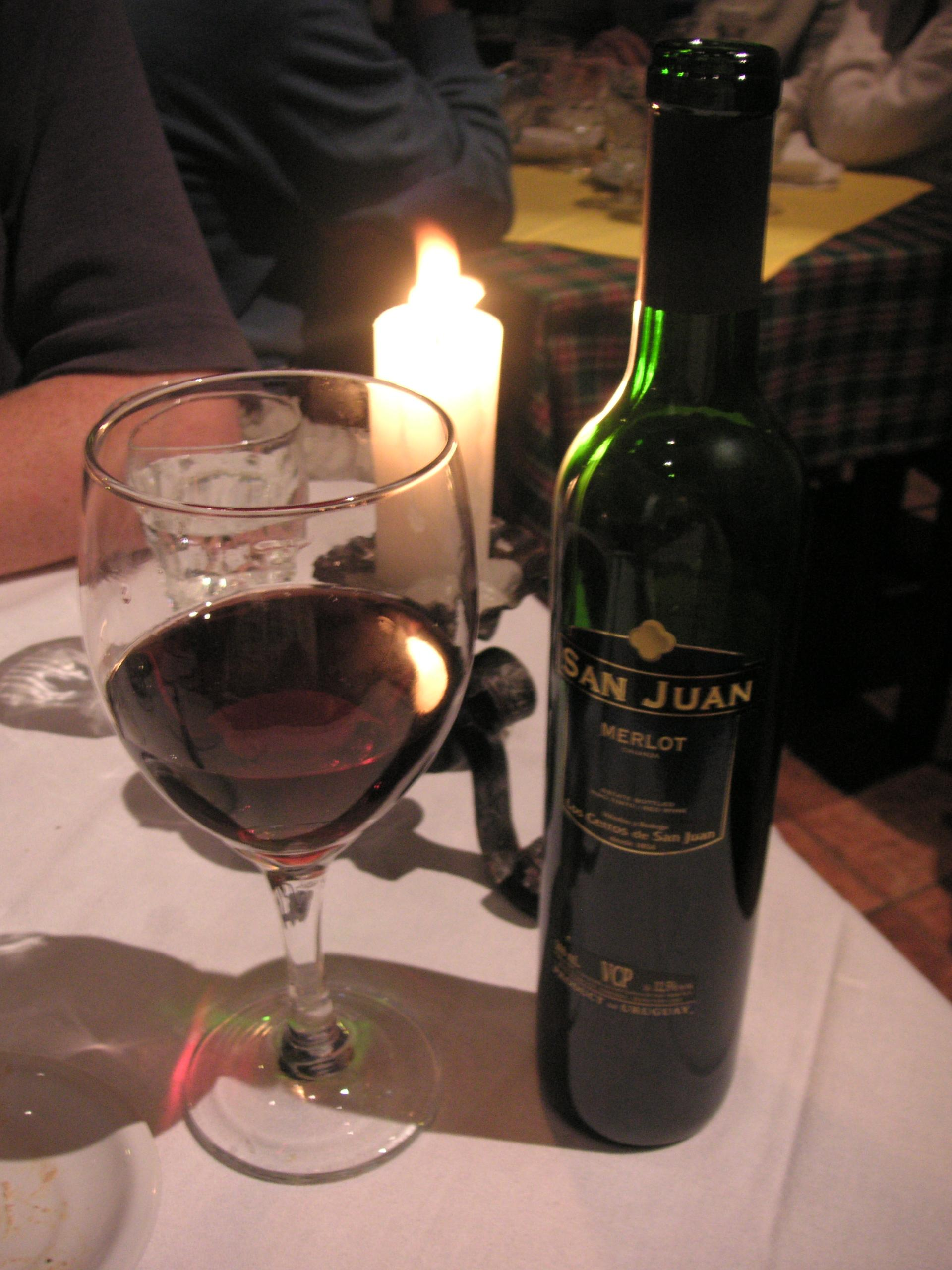
Láhev uruguayského Merlotu se sklenkou

Víno se lehko a příjemně pije, pro svou hebkost a vláčnost je oblíbeno u konzumentů, kteří by se tříslovitých červených vín nenapili pro složitost chuťových vjemů. Vína regionu Bordeaux mají poměr odrůdového složení rozdílný podle jednotlivých oblastí. Standardní cuvée se skládá z Merlotu, CS, CF, s možností přídavku odrůd Malbec a Petit Verdot. Merlot přináší do cuvée měkkost a výplň vína, CF vůni a CS dává vínu potřebnou strukturu. Samotný Merlot by nebyl tak dlouhověký. Ve vínech oblastí Médoc a Graves je v průměru 25 % Merlotu, v oblasti St. Émilion 60 % Merlotu a hlavně CF. V oblasti Pomerol bývá 80 % nebo i 95 % Merlotu. Půdy obou posledně uvedených oblastí jsou většinou těžké a chladné, což zpožďuje zrání CS, kterému se lépe daří na štěrkovitých půdách.
Typický Merlot je rubínové až tmavě granátové barvy, odstín záleží na velikosti sklizně, a protože to je odrůda plodná, objevují se na trhu i vína světle rubínová s travnatou vůní a nahořklou dochutí. Vůně je jemná, s tóny přezrálého černého rybízu. V chuti je patrný nízký obsah kyselin, plnost, hebkost, vláčnost, dlouhé doznívání. Obsah alkoholu u vín z vyzrálých hroznů se pohybuje okolo 13 %. Ve vůni a chuti můžeme hledat černé třešně, švestky, ostružiny, kompot, fíky, růže; po delším ležení na lahvi se objevují tóny tabáku, lanýžů, kávy, čokolády nebo i hutného ovocného koláče. V Bordeaux mívají vína často hlinitý charakter. Zráním získává Merlot smetanovo-vanilkový nádech. Odrůda je vhodná k výrobě barrique vín i k dlouhodobému zrání v láhvi.
V nevhodných lokalitách, u hroznů v nepřívlaskových kategoriích, nedosáhnou tyto hrozny dostatečné fenolové zralosti. Potom je třeba volit kratší dobu macerace (5–7 dní) ve vinifikátorech při vyšších teplotách (25–28 °C). Vína si potom zachovávají svěží ovocný charakter a jsou vhodná k okamžité konzumaci.

### Stolování
Vína Merlotu se dají pít samotná, bez doprovodu jídel. Podávají se k různým jemným paštikám, k srnčímu nebo jelenímu ragú, k telecím ledvinkám, k hříběcímu masu, k pokrmům s výraznou chutí rajčat, k pokrmům z pernaté zvěře nebo k ementálu. Mladá vína z odrůdy Merlot (především z tzv. Nového světa – Chile, Argentina atd.) podávejte k lehkým pokrmům, např. italská jídla. Těžší Merlot (z Francie) pak ke zvěřině.

### Multimédia
- Ing. Radek Sotolář : Multimediální atlas podnožových, moštových a stolních odrůd révy, Mendelova zemědělská a lesnická universita Brno, zahradnická fakulta v Lednici
- Martin Šimek : Encyklopédie všemožnejch odrůd révy vinné z celýho světa s přihlédnutím k těm, co již ouplně vymizely, 2008–2012